# Jeffrey Hoogland
Jeffrey Hoogland (Nijverdal, 16 maart 1993) is een Nederlands baanwielrenner. Zijn specialiteiten zijn de sprint, de  teamsprint en de tijdrit. Hij is tienvoudig wereldkampioen en werd tweemaal olympisch kampioen teamsprint.

## Biografie
Zijn wielercarrière begon Hoogland op de BMX. Hij was een talentvolle jeugdrenner, maar op een gegeven moment ontbrak hem de motivatie, mede doordat er sprake was van een gat met de selectieteams waardoor hij moeilijk aansluiting vond. Bovendien was hij een paar keer gevallen, waardoor de jonge BMX'er niet lekker meer op de fiets zat. Op uitnodiging van collega-renner Roy van den Berg en bondscoach René Wolff probeerde hij het op de baan. Met Hugo Haak en Matthijs Büchli werd hij in 2013 derde op het EK onder 23. Een jaar later wonnen zij zelf en was er voor Hoogland een zilveren medaille weggelegd op de sprint. In datzelfde jaar werd hij Nederlands kampioen op de 1 km-tijdrit.
Hoogland brak in 2015 door tijdens de Europese kampioenschappen baanwielrennen in het Zwitserse Grenchen. Hij won daar drie keer goud: op de teamsprint, de sprint en de 1 km-tijdrit. In datzelfde jaar werd hij op het wereldkampioenschap vierde op de sprint. De teruggekeerde Theo Bos voorkwam dat Hoogland het Nederlands kampioenschap op de sprint won. Af en toe zit Hoogland ook nog op de BMX. Dat Hoogland het BMX'en niet helemaal verleerd is bewees hij met zijn winst tijdens het Overijssels kampioenschap.
Het wereldkampioenschap in 2016 verliep voor Hoogland op de individuele sprint een stuk minder succesvol dan een jaar eerder. Hij werd in de achtste finales al uitgeschakeld en eindigde uiteindelijk als negende. Samen met Nils van 't Hoenderdaal en Matthijs Büchli won hij wel zilver op de teamsprint. Een jaar later won hij op het WK in Hongkong wederom zilver.
Tijdens de Olympische Zomerspelen in Rio de Janeiro kwam Hoogland uit op de onderdelen sprint en teamsprint. Bij de individuele sprint kwam hij niet verder dan de zestiende finales, bij de teamsprint eindigde het Nederlands team als zesde.
Op het WK in 2018 in Apeldoorn won Hoogland tweemaal goud: individueel won hij de 1 km-tijdrit en samen met Nils van 't Hoenderdaal, Harrie Lavreysen en Matthijs Büchli won hij de teamsprint. De teamsprinters werden later dat jaar gekozen tot Sportploeg van het jaar.
Tijdens het WK van 2019 in Pruszków won Hoogland samen met Roy van den Berg, Harrie Lavreysen en Matthijs Büchli de teamsprint. Op de sprint won hij een zilveren medaille.
In 2020 won Hoogland samen met Roy van den Berg, Harrie Lavreysen en Matthijs Büchli de teamsprint op het WK, in de eerste ronde reden ze met een tijd van 41,275 een nieuw wereldrecord, in de finale wisten ze deze tijd te verbeteren met een tijd van 41,225. Op de sprint wist hij net als in 2019 een zilveren medaille te winnen.
Op de Olympische Spelen in Tokio in 2021 won hij, samen met Matthijs Büchli, Roy van den Berg en Harrie Lavreysen, de teamsprint door in de finale Groot-Brittannië te verslaan. In de finale van het sprinttoernooi trof hij opnieuw Lavreysen. Hoogland won de eerste heat, maar moest uiteindelijk genoegen nemen met zilver. Op het WK won hij opnieuw goud in de teamsprint en op de 1 km-tijdrit, maar in de finale van het sprinttoernooi werd hij opnieuw door Lavreysen verslagen.
Het jaar erop verloren de teamsprinters de wereldtitel nipt aan de ploeg van Australië, maar Hoogland wist opnieuw de regenboogtrui op de tijdrit te veroveren. En op het WK 2023 pakte hij weer tweemaal goud, op de teamsprint en de 1 km-tijdrit.
In november 2023 verbrak hij het tien jaar oude wereldrecord van de Fransman François Pervis op de kilometer, op een baan in Mexico. Hij reed de 1000 meter in een tijd van 55,433 seconden.
Op de Olympische Zomerspelen 2024 in Parijs reed hij samen met Harrie Lavreysen en Roy van den Berg de teamsprint. Met een tijd van 41,191 seconden vestigden ze in de kwalificatieronde een nieuw wereldrecord. In de finale om goud of zilver wonnen ze van Groot-Brittannië met opnieuw een wereldrecord: 40,949 seconden. Hun gemiddelde snelheid was bijna 66 kilometer per uur. Zij lieten de Britse ploeg maar liefst 0,865 seconde achter en prolongeerden hun olympische titel. In het individuele sprinttoernooi moest Hoogland genoegen nemen met een vierde plaats.
Hoogland reed in oktober 2024, op het WK in Ballerup zijn honderdste teamsprint. Roy van den Berg, Harrie Lavreysen en hij wonnen de finale tegen Australië met overmacht. Zo won hij zijn tiende regenboogtrui.

## Erelijst

### Baanwielrennen
| Jaar | NK                                 | EK                                          | WK                                          | OS                         | Overige |
| ---- | ---------------------------------- | ------------------------------------------- | ------------------------------------------- | -------------------------- | --- |
| 2013 | 1 km-tijdrit · Sprint · Keirin     |                                             |                                             |                            | Teamsprint (EK U23)                                                                                           |
| 2014 | Sprint                             |                                             |                                             |                            | Teamsprint (EK U23) · Sprint (EK U23)                                                                         |
| 2015 | Teamsprint · 1 km-tijdrit · Keirin | Sprint · Teamsprint · 1 km-tijdrit          |                                             |                            | Sprint (EK U23)                                                                                               |
| 2016 | Teamsprint · Keirin · Teamsprint   |                                             | Teamsprint                                  | Teamsprint: 6e Sprint: 11e | |
| 2017 |                                    | 1 km-tijdrit Sprint · Teamsprint            | Teamsprint                                  |                            | |
| 2018 |                                    | Teamsprint · Sprint                         | 1 km-tijdrit · Teamsprint                   |                            | |
| 2019 | Sprint                             | Teamsprint · Sprint                         | Teamsprint · Sprint                         |                            | Europese Spelen: Teamsprint, Sprint · WB Minsk: Teamsprint · WB Glasgow: Teamsprint · WB Hongkong: Teamsprint |
| 2020 |                                    |                                             | Teamsprint · Sprint                         |                            | |
| 2021 |                                    | 1 km-tijdrit · Teamsprint · Keirin · Sprint | 1 km-tijdrit · Teamsprint · Keirin · Sprint | Teamsprint · Sprint        | |
| 2022 |                                    | Teamsprint                                  | 1 km-tijdrit · Teamsprint · Keirin          |                            | |
| 2023 | Sprint                             | 1 km-tijdrit · Teamsprint · Keirin          | Teamsprint · 1 km-tijdrit                   |                            | |
| 2024 |                                    | Teamsprint                                  | Teamsprint · 1km tijdrit · Sprint           | Teamsprint                 | |

## Persoonlijk
Hoogland woont samen met wielrenster Shanne Braspennincx.
2000: Gané, Tournant, Rousseau ·
2004: Wolff, Nimke, Fiedler ·
2008: Staff, Kenny, Hoy ·
2012: Kenny, Hoy, Hindes ·
2016: Hindes, Kenny, Skinner ·
2020: Van den Berg, Büchli, Lavreysen, Hoogland
2024: Van den Berg, Lavreysen, Hoogland